# Puttemansia lanosa
Puttemansia lanosa är en svampart som beskrevs av Henn. 1902. Puttemansia lanosa ingår i släktet Puttemansia och familjen Tubeufiaceae.   Inga underarter finns listade i Catalogue of Life.